# Associazione Sportiva Mastini Varese Hockey 1988-1989
Questa pagina raccoglie i dati riguardanti l'Associazione Sportiva Mastini Varese Hockey nelle competizioni ufficiali della stagione 1988-89.

## Dirigenza
- Presidente: Emanuele Ducrocchi

## Consiglieri

### Area tecnica prima squadra
- Allenatore: Bryan Lefley

## Piazzamenti nelle varie competizioni
- Serie A: Campione d'Italia

## La rosa
- Danilo Bertotto
- Cesare Carlacci
- James Corsi
- Tony Currie
- Vito D'Angelo
- Robert De Piero
- Albert Di Fazio
- Flavio Farè
- Andrea Gorini
- Fabrizio Kasslatter
- Matteo Malfatti
- Michael Mastrullo
- Pat Micheletti
- Frank Nigro
- Luca Orrigoni
- Davide Quilici
- Brad Shaw
- Guido Tessari
- Gabriele Villa
- Vittorio Zafalon

### Coach
- Bryan Lefley

## Le gare della stagione

### Presenze  e gol

#### Playoff
- Semi

```
Gara 1

Varese - Bolzano 3-2
```

```
Gara 2

Bolzano - Varese 3-7
```

- Finali

```
Gara 1

Varese - Fassa 2-1
```

```
Gara 2

Fassa - Varese 0-6
```

```
Gara 3

Varese - Fassa 4-2
```

## Classifica
| Pos. | Squadra    | Pt | G  | V  | N | P  | Reti  |
| ---- | ---------- | -- | -- | -- | - | -- | ----- |
| 1.   | Varese     | 57 | 14 | 10 | 3 | 1  | 65:32 |
| 2.   | HC Bolzano | 49 | 14 | 9  | 2 | 3  | 64:30 |
| 3.   | Asiago     | 42 | 14 | 9  | 1 | 4  | 60:44 |
| 4.   | Milano     | 37 | 14 | 7  | 3 | 4  | 72:40 |
| 5.   | Fassa      | 37 | 14 | 6  | 1 | 7  | 41:47 |
| 6.   | Alleghe    | 36 | 14 | 5  | 1 | 8  | 39:61 |
| 7.   | Brunico    | 31 | 14 | 3  | 1 | 10 | 36:63 |
| 8.   | Merano     | 29 | 14 | 1  | 0 | 13 | 25:85 |
| 9.   | Cavalese   | 26 | 14 | 3  | 1 | 10 | 36:63 |
| 10.  | Cortina    | 16 | 14 | 1  | 0 | 13 | 25:85 |